# Lambangjaya
Lambangjaya is een bestuurslaag in het regentschap Bekasi van de provincie West-Java, Indonesië. Lambangjaya telt 7090 inwoners (volkstelling 2010).